# Kabinet-Takeo Fukuda
Het kabinet–Takeo Fukuda (Japans: 福田赳夫内閣) was de regering van het Keizerrijk Japan van 24 december 1976 tot 7 december 1978.

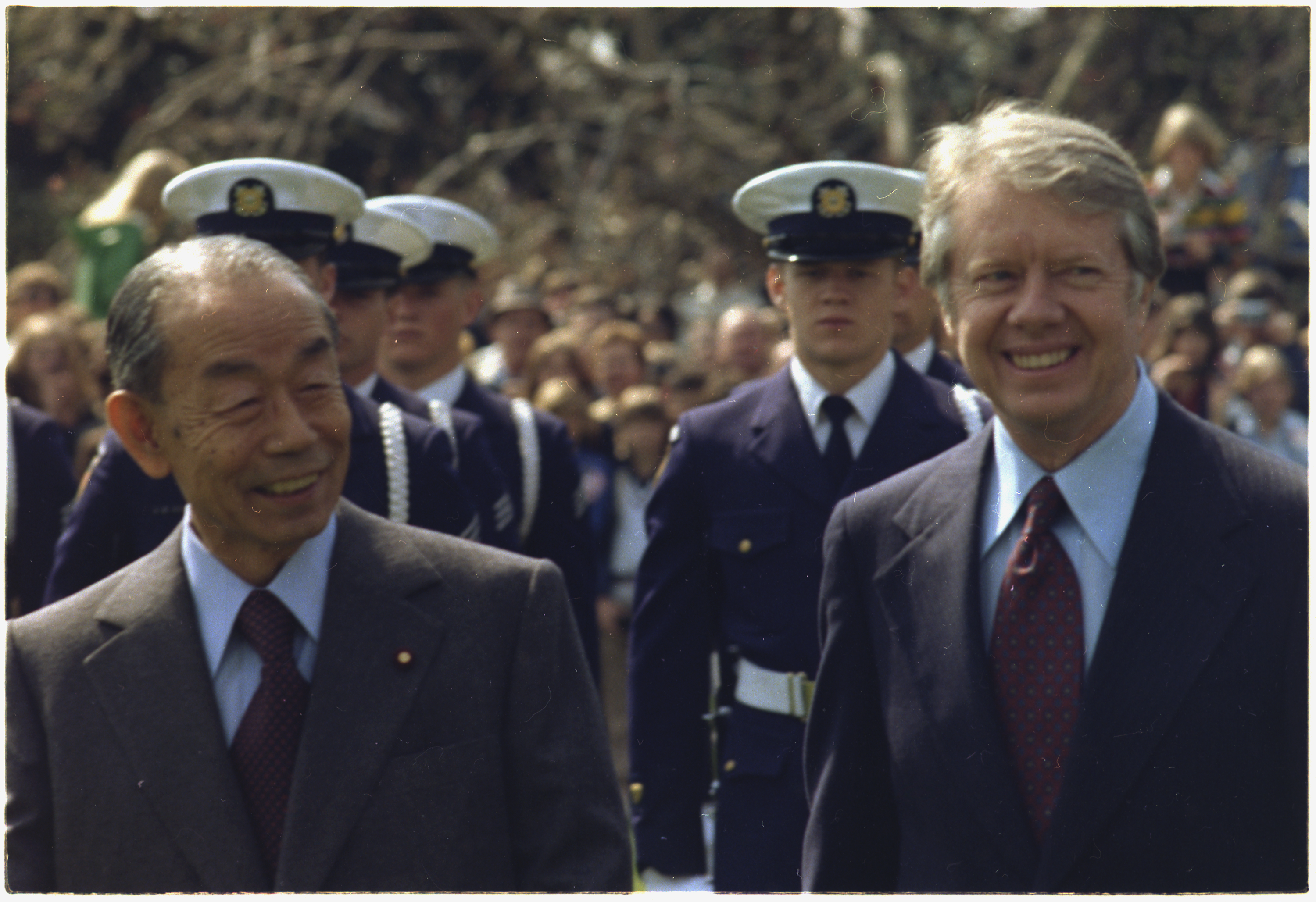
Premier Takeo Fukuda en president van de Verenigde Staten Jimmy Carter tijdens een werkbezoek aan het Witte Huis op 21 maart 1977.

## Kabinet–Takeo Fukuda (1976–1978)
| Ambtsbekleder                                                | Ambtsbekleder     | Ambtsbekleder                              | Functie                                            | Ambtstermijn     | Ambtstermijn     | Partij |
| ------------------------------------------------------------ | ----------------- | ------------------------------------------ | -------------------------------------------------- | ---------------- | ---------------- | ------ |
|                                                              | Takeo Fukuda      | Takeo Fukuda 福田赳夫 (1905–1995)          | Premier                                            | 24 december 1976 | 7 december 1978  | LDP    |
|                                                              | Sunao Sonoda      | Sunao Sonoda 園田直 (1913–1984)            | Secretaris- generaal                               | 24 december 1976 | 28 november 1977 | LDP    |
|                                                              | Shintaro Abe      | Shintaro Abe 安倍晋太郎 (1924–1991)        | Secretaris- generaal                               | 28 november 1977 | 7 december 1978  | LDP    |
|                                                              | Heiji Ogawa       | Heiji Ogawa 小川平二 (1910–1993)           | Minister van Binnenlandse Zaken                    | 24 december 1976 | 28 november 1977 | LDP    |
| Voorzitter van de Commissie voor Openbare Orde en Veiligheid | Heiji Ogawa       | Heiji Ogawa 小川平二 (1910–1993)           |                                                    | 24 december 1976 | 28 november 1977 | LDP    |
|                                                              | Heiji Ogawa       | Takenori Kato 加藤武徳 (1915–2000)         | Minister van Binnenlandse Zaken                    | 28 november 1977 | 7 december 1978  | LDP    |
| Voorzitter van de Commissie voor Openbare Orde en Veiligheid | Heiji Ogawa       | Takenori Kato 加藤武徳 (1915–2000)         |                                                    | 28 november 1977 | 7 december 1978  | LDP    |
|                                                              | Iichiro Hatoyama  | Iichiro Hatoyama 鳩山威一郎 (1918–1993)    | Minister van Buitenlandse Zaken                    | 24 december 1976 | 28 november 1977 | LDP    |
|                                                              | Sunao Sonoda      | Sunao Sonoda 園田直 (1913–1984)            | Minister van Buitenlandse Zaken                    | 28 november 1977 | 10 november 1979 | LDP    |
|                                                              | Heiji Ogawa       | Bou Hideo 坊秀男 (1904–1990)               | Minister van Financiën                             | 24 december 1976 | 28 november 1977 | LDP    |
|                                                              |                   | Tatsuo Murayama 村山達雄 (1915–2010)       | Minister van Financiën                             | 28 november 1977 | 7 december 1978  | LDP    |
|                                                              |                   | Hajime Fukuda 福田一 (1902–1997)           | Minister van Justitie                              | 24 december 1976 | 5 oktober 1977   | LDP    |
|                                                              | Mitsuo Setoyama   | Mitsuo Setoyama 瀬戸山三男 (1904–1997)     | Minister van Justitie                              | 5 oktober 1977   | 7 december 1978  | LDP    |
|                                                              | Tatsuo Tanaka     | Tatsuo Tanaka 田中龍夫 (1910–1998)         | Minister van Economische Zaken                     | 24 december 1976 | 28 november 1977 | LDP    |
|                                                              | Toshio Komoto     | Toshio Komoto 河本敏夫 (1911–2001)         | Minister van Economische Zaken                     | 28 november 1977 | 7 december 1978  | LDP    |
|                                                              | Michio Watanabe   | Michio Watanabe 渡辺美智雄 (1923–1995)     | Minister van Volksgezondheid en Welzijn            | 24 december 1976 | 28 november 1977 | LDP    |
|                                                              |                   | Tatsuo Ozawa 小沢辰男 (1916–2013)          | Minister van Volksgezondheid en Welzijn            | 28 november 1977 | 7 december 1978  | LDP    |
|                                                              | Hirohide Ishida   | Hirohide Ishida 石田博英 (1914–1993)       | Minister van Arbeid                                | 24 december 1976 | 28 november 1977 | LDP    |
|                                                              |                   | Katsushi Fujii 藤井勝志 (1915–1996)        | Minister van Arbeid                                | 28 november 1977 | 7 december 1978  | LDP    |
|                                                              | Toshiki Kaifu     | Toshiki Kaifu 海部俊樹 (1931–2022)         | Minister van Onderwijs                             | 24 december 1976 | 28 november 1977 | LDP    |
|                                                              | Soenada Shigetami | Soenada Shigetami 砂田重民 (1917–1990)     | Minister van Onderwijs                             | 28 november 1977 | 7 december 1978  | LDP    |
|                                                              |                   | Hajime Tamura 田村元 (1924–2014)           | Minister van Transport en Infrastructuur           | 24 december 1976 | 28 november 1977 | LDP    |
|                                                              | Kenji Fukunaga    | Kenji Fukunaga 福永健司 (1910–1988)        | Minister van Transport en Infrastructuur           | 28 november 1977 | 7 december 1978  | LDP    |
|                                                              |                   | Shiro Hasegawa 長谷川四郎 (1905–1986)      | Minister van Bouw en Constructie                   | 24 december 1976 | 28 november 1977 | LDP    |
|                                                              | Yoshio Sakurauchi | Yoshio Sakurauchi 櫻内義雄 (1912–2003)     | Minister van Bouw en Constructie                   | 28 november 1977 | 7 december 1978  | LDP    |
|                                                              | Zenko Suzuki      | Zenko Suzuki 鈴木善幸 (1911–2004)          | Minister van Landbouw, Bosbouw en Visserij         | 24 december 1976 | 28 november 1977 | LDP    |
|                                                              | Ichiro Nakagawa   | Ichiro Nakagawa 中川一郎 (1925–1983)       | Minister van Landbouw, Bosbouw en Visserij         | 28 november 1977 | 7 december 1978  | LDP    |
|                                                              | Jueshiro Komiyama | Jueshiro Komiyama 小宮山重四郎 (1927–1994) | Minister van Communicatie en Post                  | 24 december 1976 | 28 november 1977 | LDP    |
|                                                              |                   | Yasuji Hattori 服部安司 (1915–2011)        | Minister van Communicatie en Post                  | 28 november 1977 | 7 december 1978  | LDP    |
|                                                              | Asao Mihara       | Asao Mihara 三原朝雄 (1909–2001)           | Directeur- generaal van de JSDF                    | 24 december 1976 | 28 november 1977 | LDP    |
|                                                              | Makoto Kanamaru   | Makoto Kanamaru 金丸信 (1914–1996)         | Directeur- generaal van de JSDF                    | 28 november 1977 | 7 december 1978  | LDP    |
|                                                              |                   | Eichi Nishimura 西村英一 (1897–1987)       | Directeur- generaal voor Administratieve Zaken     | 24 december 1976 | 28 november 1977 | LDP    |
|                                                              |                   | Arafune Seijuro 荒舩清十郎 (1907–1980)     | Directeur- generaal voor Administratieve Zaken     | 28 november 1977 | 7 december 1978  | LDP    |
|                                                              | Sosuke Uno        | Sosuke Uno 宇野宗佑 (1922–1998)            | Directeur- generaal voor Wetenschap en Technologie | 24 december 1976 | 28 november 1977 | LDP    |
|                                                              | Tasaburo Kumagai  | Tasaburo Kumagai 熊谷太三郎 (1906–1992)    | Directeur- generaal voor Wetenschap en Technologie | 28 november 1977 | 7 december 1978  | LDP    |
|                                                              | Shintaro Ishihara | Shintaro Ishihara 石原慎太郎 (1932–2022)   | Directeur- generaal voor Milieu                    | 24 december 1976 | 28 november 1977 | LDP    |
|                                                              |                   | Hisanari Yamada 山田久就 (1907–1987)       | Directeur- generaal voor Milieu                    | 28 november 1977 | 7 december 1978  | LDP    |